# Point of No Return
A Point of No Return az Odaát című televíziós sorozat ötödik évadának tizennyolcadik epizódja.

## Cselekmény
Mialatt a Mennyből kirúgott, egy bárban iszogató Zakariást felettesei visszaveszik, Dean a motelben összepakol, amikor is Sam betoppan. A fiú megpróbálja lebeszélni bátyját, ne mondjon igent Mihálynak, ám mivel ez nem sikerül, megjelenik Castiel, és Bobby házába teleportálja őket, ahol a vita tovább folyik. Bobby felfedi barátai előtt, ő is nehéz helyzetben van, és minden nap öngyilkos akar lenni, ám nem teszi meg, mert nem adja fel, ahogy Deannek sem lenne szabad. Castiel hirtelen fejfájás jön, szerinte történik valami, így elteleportál.
Egy erdőbe érkezik, ahol a fák ugyanúgy vannak kidöntve, ahogyan Dean feltámadásánál is voltak. Itt két angyal támad rá, Cas közelharcot követően végez mindkettővel. Ekkor veszi észre, hogy a földben valaki mozog, segít neki kijönni, majd visszateleportálja magával a roncstelephez. Itt Deanék felismerik az illetőt: öccsük az, Adam Milligan, aki korábban halt meg. Beszélgetésük során kiderül, a fiút már álmában megkörnyékezte Zakariás, valószínűleg azért, mert Dean hiányában őt akarják Mihálynak porhüvelyként. A testvérek elbeszélgetnek a családról, noha Adam nincs nagyon oda a Winchesterekért, majd mikor egyedül marad Bobby-val, kihasználja annak rokkantságát, és elszökik. Dean is elhagyja testvérét, és felkeres egy utcai hittérítőt, hogy annak segítségével kapcsolatba lépjen az angyalokkal, ám Castiel követi, majd miután jól megverte, visszaviszi. A fiú ismét beszél öccsével, és elmondja, mindenképpen igent fog mondani. Hogy megmentsék Adamet, Cas a két fivérrel a kaliforniai Van Nuys-ba indul, ahol egy reptér melletti elhagyatott raktárban található az angyalok "vendégszobája", melyben egykor Dean is raboskodott.
Először az angyal tér be a romos épületbe, és miután megölt egy odabenn tartózkodó angyalőrt, a mellkasába pár perccel korábban vájt Enókiai jellel, saját magával együtt elűzi a maradék hármat. Dean és Sam gondtalanul mennek be, és az egyik ajtó mögött rá is találnak a díszpompában virágzó helységre, benne Adammel. Ahogy várták, Zakariás is betoppan, és kínozni kezdi Samet és öccsét -akit csupán csalétekből támasztott fel-, arra utasítva Deant, mondjon végre igent. A fiú megígéri, megteszi, egy feltétellel: ha Mihály először Zakariással végez. Az angyal hívni kezdi Mihályt, majd dühében közelebb lép Deanhez, mire az előrántja az angyalölő kést, és fejen szúrja. Miközben a szoba az arkangyal közeledése következtében megremeg, Zak holtan esik össze, a Winchester tesók pedig kimenekülnek a szobából. Adam azonban lemarad, az ajtó pedig becsukódik, Dean hiába próbálja betörni az ajtót, az mögött már csak a romos épület egyik helységét találja.
Dean és Sam elkeseredetten indulnak útnak az Impalával, mialatt Dean közli, bármi legyen is, és bármennyire is gondolta komolyan azt az igent, küzdeni fog a Világvége ellen a végsőkig...

## Természetfeletti lények

### Angyalok
Az angyalok Isten katonái, aki időtlen idők óta védelmezik az emberiséget. Eme teremtményeknek hatalmas szárnyaik vannak, emberekkel azonban csak emberi testen keresztül képesek kapcsolatba lépni, ugyanis puszta látványuk nemcsak az emberek, de még a természetfeletti lények szemét is kiégetik, hangjuk pedig fülsiketítő. Isteni képességük folytán halhatatlanok.

## Időpontok és helyszínek
- 2010. tavasza

– Sioux Falls, Dél-Dakota
– Van Nuys, Kalifornia

## Külső hivatkozások
- Supernatural-Point of No Return az Internet Movie Database oldalon (angolul)